# Blăgești (Bacău)
Blăgeşti é uma comuna romena localizada no distrito de Bacău, na região de Moldávia. A comuna possui uma área de 96.30 km² e sua população era de 7303 habitantes segundo o censo de 2007.